# Ripton
Ripton és una població dels Estats Units a l'estat de Vermont. Segons el cens del 2000 tenia 556 habitants.

## Demografia
Segons el cens del 2000, Ripton tenia 556 habitants, 210 habitatges, i 152 famílies. La densitat de població era de 4,3 habitants per km².
Per edats la població es repartia de la següent manera: un 26,1% tenia menys de 18 anys, un 6,3% entre 18 i 24, un 30,4% entre 25 i 44, un 29% de 45 a 60 i un 8,3% 65 anys o més.
L'edat mediana era de 38 anys. Per cada 100 dones de 18 o més anys hi havia 106,5 homes.
La renda mediana per habitatge era de 39.583 $ i la renda mediana per família de 47.813 $. Els homes tenien una renda mediana de 36.250 $ mentre que les dones 30.893 $. La renda per capita de la població era de 19.597 $. Entorn del 10,3% de les famílies i el 15,6% de la població estaven per davall del llindar de pobresa.